# Ячин, Сергей Евгеньевич
Серге́й Евге́ньевич Ячин (род. 6 марта 1951 года, пос. Липовцы, Приморский край) — российский философ. Доктор философских наук (1991), профессор департамента философии и религиоведения Дальневосточного федерального университета. Заслуженный работник высшей школы Российской Федерации (2006).

## Биография
Родился 6 марта 1951 года в пос. Липовцы Приморского края.

### Образование
В 1975 году окончил Ленинградский государственный университет. Там же в 1981 году окончил философскую аспирантуру и защитил кандидатскую диссертацию по теме "Гносеологические принципы анализа развития общественно-исторических теорий". В 1991 году там же окончил докторантуру и защитил диссертацию на соискание ученой степени доктора философских наук по теме "Понятийное мышление в структуре сознательной деятельности".

### Научно-преподавательская деятельность
- с 1991 по 2000 гг. — профессор ДВГУ
- с 2000 по 2011 гг. — декан факультета культурной антропологии ДВГТУ
- с 2011 по 2018 гг. — заведующий кафедрой философии Школы гуманитарных наук ДВФУ (ШГН ДВФУ)
- с 2011 г. — член ученого совета ДВФУ, член ученого совета ШГН ДВФУ (ныне ШИГН ДВФУ), руководитель магистратуры и аспирантуры по философии
- с 2012 по 2016 гг. — директор Научно-образовательного центра ДВФУ «Межкультурные коммуникации и гуманитарные технологии»
- с 2018 г. — профессор департамента философии и религиоведения Школы искусств и гуманитарных наук ДВФУ (ШИГН ДВФУ)

Председатель диссертационного совета по философским наукам при ДВФУ (Д 999.075.03). Член редколлегий научных журналов «Гуманитарные исследования в Восточной Сибири и на Дальнем Востоке», «Ойкумена. Регионоведческие исследования», «Вестник Дальневосточного регионального учебно-методического центра».
Заслуженный работник высшей школы РФ, почетный работник высшего профессионального образования РФ. В 2021 году награжден Медалью Министерства науки и высшего образования РФ «За вклад в реализацию государственной политики в области образования».
С 2012 г. входит в общественный экспертный совет по региональной образовательной политике Приморского края. Действительный член Российского философского общества.
Под руководством С. Е. Ячина защищено 31 кандидатская и 3 докторских диссертации.

### Научные труды
Автор более 70 научных трудов. Основные работы посвящены философской антропологии и философии культуры, методологии комплексной аналитики социальных и кросскультурных процессов, философском учении о человеке.
Наиболее значимые работы:
- Ячин С. Е. Слово и феномен. М.: Смысл, 2006
- Ячин С. Е. Состояние метакультуры. Владивосток: Дальнаука, 2010
- Ячин С. Е. Аналитика человеческого бытия. Введение в опыт самопознания. М.: Инфра-М, 2014
- Ячин С. Е. Возвращение к дару: контуры рефлексивной культуры дара в современном мире // Вопросы философии. 2014. №9.